# Mięsień obły większy

Mięsień obły większy

Mięsień obły większy (łac. musculus teres major) – w anatomii człowieka mocny, czworokątny, nieco spłaszczony mięsień obręczy kończyny górnej, rozpostarty między dolnym kątem łopatki a górnym fragmentem trzonu kości ramiennej. Jego przyczep bliższy znajduje się na powierzchni grzbietowej w okolicy dolnego kąta łopatki. W swoim przebiegu włókna mięśnia kierują się ku górze i do boku. Przyczep dalszy tworzy mocne ścięgno dochodzące do grzebienia guzka mniejszego kości ramiennej.
Jego funkcją jest opuszczanie uniesionego ramienia, antagonistycznie do mięśnia naramiennego. Działa synergistycznie z mięśniem najszerszym grzbietu przywodząc ramię ku tyłowi i rotując je do wewnątrz.
Unaczyniony jest przez tętnicę podłopatkową, będącą gałęzią tętnicy pachowej. Unerwiony jest przez nerw piersiowo-grzbietowy, nerw podłopatkowy dolny lub nerw pachowy.